# Azotocerus santamartae
Azotocerus santamartae är en insektsart som först beskrevs av Morgan Hebard 1923.  Azotocerus santamartae ingår i släktet Azotocerus och familjen gräshoppor. Inga underarter finns listade i Catalogue of Life.